# 比拉斯布爾縣 (切蒂斯格爾邦)
比拉斯布爾縣是印度的一個縣，位於該國中部，由恰蒂斯加爾邦負責管轄，面積6,377平方公里，識字率為71.59%，2011年人口1,993,042，人口密度每平方公里313人。

## 外部連結
- （页面存档备份，存于） List of places in Bilaspur
- 官方网站
- Overview of Bilaspur district

22°23′N 82°08′E / 22.383°N 82.133°E